# Чхунлі Пагенбург
Чхунлі Пагенбург (нім. Chhunly Pagenburg‎; нар. 10 листопада 1986, Нюрнберг, Західна Німеччина) — камбоджійський та німецький футболіст, нападник.

## Клубна кар'єра
Футболом розпочав займатися з 4-ох річному віці в нюрнберзькому «Феніксу». Потім транзитом через «Гройтер Фюрт» потрапив до «Нюрнберга», де виступав за юнацькі команди клубу. У сезоні 2005/06 років став найкращим бомбардиром другої команди, після чого був переведений до головної команди.
Дебютував у стартовому складі «Нюрнберга» 14 квітня 2007 року в поєдинку проти «Алеманії» (Аахен), також у цьому ж пождинку відзначився дебютним голом у Бундеслізі. У другій частині сезону зіграв 10 матчів у всих турнірах, зокрема виходив на поле в 1/4 фіналу та 1/2 фіналу кубку Німеччини. 8 листопада 2007 року вийшов на поле на 85-й хвилині домашнього поєдинку Кубку УЄФА проти «Евертона». У першій половині сезону 2007/08 років майже не отримував ігрового часу, тому під час зимової перерви сезону перейшов до представника Другої Бундесліги «Мюнхен 1860», з яким підписав контракт до літа 2010 року. Проте в разі вильоту з еліти німецького футболу «Нюрнберг» мав першочергове право викупу свого колишнього гравця. У футболці «левів» дебютував 30 січня 2008 року в 1/8 фіналу кубку Німеччини проти «Алеманії» (Аахен) (3:2). Пагенбург вийшов на поле на 65-й хвилині матчу. Однак завоювати місце основного гравця команди не зміг й зіграв лише 5 матчів у чемпіонаті Німеччини. Також виступав за другу команду «Мюнхен 1860», у футболці якої відзначився 2-ма голами. 
По завершення сезону Чхунді повернувся до «Нюрнберга», який вилетів у Другу Бундеслугу. У своєму першому матчі після повернення був замінений на 105-й хвилині поєдинку кубку Німеччини проти «РВ Аален». Спочатку виступав за другу команду у Регіоналлізі «Південь». Вперше у Другій Бундеслізі вийшов на поле в поєдинку 14-го туру проти «Гройтер Фюрт». В останньому турі першої половини сезону його замінили в поєдинку проти іншого колишнього клубу, «Мюнхен 1860».
Незадовго до завершення зимової перерви Пагенбург залишив «Нюрнберг» і приєднався до клубу третього дивізіону «Рот-Вайс» (Ерфурт), який напередодні відновлення другої половини сезону 2008/09 років перебував на 7-му місці. Вартість трансферу становила близько 100 000 євро. Тоді ж нападник «Ерфурта» Альберт Буньяку переїхав до «Нюрнберга». Однак ніколи не повідомлялося, чи були ці переходи взаємопов'язані. До завершення сезону Чхунлі відзначився п'ятьма голами у 18 матчах, а клуб закінчив сезон на десятому місці. Після року страждань, пов’язаних з травмами, через пошкодження хряща в стегні та ускладнене запалення в області тазу, так і не зігравши в сезоні 2010/11 років жодного матчу, його контракт «Рот-Вайс» вирішив не продовжувати. Після цього Чхунлі перейшов до представники Регіоналліги «Захід», у складі якого дебютував 6 серпня 2011 року в поєдинку проти «Віденбрюка 2000». Пагенбург вийшов на поле на 63-й хвилині, замінивши Джеремі Каркарі, незабаром після цього відзначився голом та встановив рахунок 2:0 на користь своєї команди. У травні 2012 року продовжив контракт до 2013 року. У сезоні 2013/14 перейшов у «Франкфурт», з яким підписав дворічний контракт з можливістю продовження ще на один сезон.
У лютому 2015 року 28-річний Пагенбург змушений був завершити кар'єру гравця через хронічні травми спини.

## Кар'єра в збірній
Викликався до складу юнацьких збірних Німеччини U-19 та U-20. 
У 2010 році журналіст, який шукав футболістів за кордоном, запропонував Чхунлі на міжнародному рівні представляти Камбоджу. У жовтні 2013 року двічі зіграв за олімпійську збірну Камбоджі, проти «Свая Рієнга» та «Пномпень Кроун», але через надлишок гравців не поїхав на Ігри Південно-східної Азії 2013 року. 19 листопада 2013 року зіграв у футболці національної збірної Камбоджі в товариському матчі проти Гуаму.

## Особисте життя
Його перше ім'я Чхунлі, яке він отримав від своєї камбоджійської матері, перекладається як «весняне щастя».
Щоб зосередитись на кар'єрі професіонального футболіста, Пагенбург припинив навчання на банкіра. Після завершення кар'єри присвятив себе роботі в галузі нерухомості. У жовтні 2020 року успішно балотувався до наглядової ради «Нюрнберга».

## Досягнення
«Нюрнберг»
- Кубок Німеччини
  -  Володар (1): 2006/07